# Servietsky
Pour l'épisode, voir Servietsky (épisode).
 (avril 2025).
Si vous disposez d'ouvrages ou d'articles de référence ou si vous connaissez des sites web de qualité traitant du thème abordé ici, merci de compléter l'article en donnant les références utiles à sa vérifiabilité et en les liant à la section « Notes et références ».
 (septembre 2020).
- Si vous ne connaissez pas le sujet, laissez ce bandeau (vous pouvez alors contacter les auteurs).
- Si vous supprimez le contenu mis en cause (vous pouvez préalablement contacter les auteurs),

argumentez précisément cette suppression dans la page de discussion
(un manque de référence n'est pas un argument ; une recherche réelle de référence doit avoir été effectuée, être formellement documentée).
Servietsky (Towelie en version originale) est un personnage récurrent de la série télévisée South Park.

## Caractéristiques
Servietsky est une serviette intelligente, produit de la cybernétique et élaborée par des extraterrestres, elle est assez intelligente pour battre un humain aux échecs et est capable de calculer votre degré d’humidité et de vous sécher en conséquence. Mais un beau jour, Servietsky découvrit les joints et se mit a divaguer, on le voit donc régulièrement en train de se « défoncer » en fumant des « bons gros joints » et il termine la plupart des conversations en disant « On s'fume un pétard ? ». Le thème musical de Popeye est souvent utilisé quand il fume des joints. Servietsky semble d'ailleurs croire que le cannabis lui permet d'augmenter ses facultés intellectuelles. Il apparaît généralement pour mettre en garde les habitants de South Park en leur disant « N'oubliez pas d'emporter une serviette ! » et pour leur expliquer que : « Lorsqu'on sort de l'eau, il faut tout de suite se sécher pour éviter de prendre froid et c'est pour ça que Servietsky te dit : n'oublie pas d'emporter une serviette ! », il finit sa phrase par demander : « On s'fume un pétard ? ».

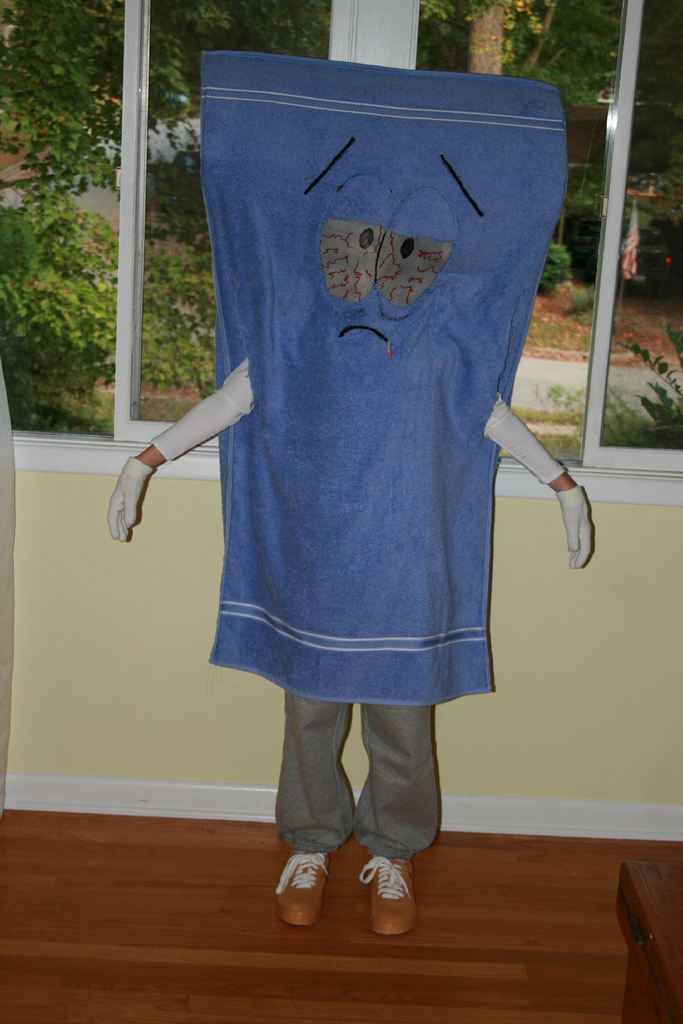
Déguisement représentant Servietsky.

Quand on lui reproche d'être une serviette, Servietsky répond toujours « C'est toi la serviette ! ».
On apprend dans l'épisode Professeur Chaos de la saison 6 qu'il est âgé de 17 ans, en « années de serviette ».

## Apparitions
La serviette apparaît pour la première fois dans l'épisode 8 de la saison 5 de South Park : Servietsky.
Dans l'épisode Professeur Chaos de la saison suivante, Cartman, Kyle et Stan organisent un concours parmi les enfants pour trouver un remplaçant à Kenny, décédé. Servietsky atteint le stade final du concours, mais il n'est pas retenu, car « tout le temps défoncé ».
Servietsky réapparait brièvement dans Oussama Ben Laden pue du cul de la saison 5, On voit aussi son nom américain (Towelie) dans le journal que lit le père de Butters dans le début de L'Épisode de Butters qui clôt la saison 5.
Il est au centre de l'épisode Un million de petites fibres (saison 10).
Dans la saison 14, un nouvel épisode lui est consacré, Été handicapé, on y apprend que Servietsky a eu un fils.

## Inspiration
Dans le DVD South Park The Hits: Volume 1, Matt Stone et Trey Parker expliquent que l'idée du personnage de Servietsky est apparue durant des vacances passées près d'un lac avec des auteurs et amis. Au moment de prendre le bateau, l'un d'eux cria : « N'oublie pas de prendre une serviette ! ». Un autre s'en serait moqué en disant avec la voix de Servietsky : « Servietsky dit de ne pas oublier de prendre une serviette ! ».
Selon le même DVD, le personnage est une réponse des créateurs à l'important merchandising autour des personnages de South Park. Servietsky est un personnage « physiquement et moralement plat » qui ne semble pas commercialement intéressant, d'où le faux spot publicitaire au milieu de l'épisode de la saison 5 de South Park Servietsky et la remarque de Cartman « T'es le personnage le plus nul jamais inventé ! ».
L'entreprise militaire qui est censée avoir développée Servietsky se nomme Tynacorp, déformation parodique de DynCorp, un fournisseur des Forces armées des États-Unis.

## Produits dérivés
Une paire de sneakers créée par Adidas est dédiée à Servietsky.